# Jean Mabire
Jean Mabire (Parijs, 8 februari 1927 - Saint-Malo, 29 maart 2006) was een Frans-Normandisch schrijver, historicus en journalist.
In 1956 begon hij zijn journalistieke carrière in het dagblad Presse de la Manche. In 1958 werd hij als paraofficier ingezet in Algerije.
Hij debuteerde in 1963 met een essay over de Franse schrijver Pierre Drieu la Rochelle. Hij schreef verschillende boeken over de Tweede Wereldoorlog, waarvan die over de Franse vrijwilligers in de Waffen-SS de bekendste zijn. Als Normandisch regionalist publiceerde hij tal van werken over de geschiedenis van Normandië. Voorts werkte hij mee aan verschillende tijdschriften.

## Willekeurige biografie
- Drieu parmi nous
- La Brigade Frankreich
- La Division Charlemagne
- Mourir à Berlin
- Commando de chasse
- La Saga de Norvik
- La bataille des Alpes
- L'histoire de la Normandie
- La Normandie secrète
- Les Vikings
- Les grands marins normands
- Les Dieux maudits
- Les poètes normands et l'héritage nordique

- Bibsys: 90160961
- Bibliothèque nationale de France: cb119137221 (data)
- CiNii: DA03450091
- Gemeinsame Normdatei: 116620498
- International Standard Name Identifier: 0000 0001 1779 7691
- Library of Congress Control Number: n50037431
- Nationale Bibliotheek van Tsjechië: xx0022452
- Nationale bibliotheek van Australië: 35317827
- Nationale Bibliotheek van Israël: 987007272815205171
- Nationale en Universitaire bibliotheek Zagreb: 000098859
- Nederlandse Thesaurus van Auteursnamen: 068212887
- Réseau des bibliothèques de Suisse occidentale: 02-A003541933
- Système universitaire de documentation: 026999234
- Virtual International Authority File: 110429953
- WorldCat: E39PBJkpbdJwW8fbHDfVGkvT73